# Cheiroplatys bifossus
Cheiroplatys bifossus är en skalbaggsart som beskrevs av Blackburn 1896. Cheiroplatys bifossus ingår i släktet Cheiroplatys och familjen Dynastidae. Inga underarter finns listade i Catalogue of Life.